# Jerònima Verd Palou
Jerònima Verd Palou (Montuïri, 1 d'octubre de 1901 - Montuïri, 25 de novembre de 1985) fou la primera farmacèutica de Mallorca, també coneguda com a dona Jerònia.

## Biografia
Jerònima Verd Palou nasqué a Montuïri l'1 d'octubre del 1901.
Formà part de les cent dones que, entre el 1900 i el 1930 obtingueren el títol de batxillerat a Mallorca. Per a la majoria d'elles, l'obtenció del títol era el retorn a la llar, però Jerònima fou una de les que feren que el final del batxillerat signifiqués el principi dels estudis universitaris.
Estudià a Granada i als 22 anys, el 8 de febrer de 1924, fou expedit el seu títol de Llicenciada en Farmàcia. Jerònima fou, així, una de les 345 dones que l'any 1920 estaven cursant estudis universitaris a l'estat espanyol.
Un mes i mig després de llicenciar-se, el 29 de març de 1924, es col·legià (amb el número 153) al Col·legi de Farmacèutics de les Illes Balears per exercir la seva professió i ho feu en una farmàcia pròpia situada al seu domicili particular, al carrer Palma, número 2, de Montuïri. Amb aquest exercici com a apotecària, Jerònima feu història com a la primera dona farmacèutica de Mallorca.
Apreciada per la gent de poble, Jerònia fou una dona de vida activa i intensa i molt treballadora. Catòlica practicant, atenia personalment l'apotecaria des de després de la primera missa fins al vespre. Gran aficionada a la lectura i a la música, sovint tocava el piano. Fou membre del Cos d'Inspectors de Farmàcia i, la seva preocupació pel paper i el futur de la dona en el món laboral, obrí a casa seva un taller de brodadores per garantir que les al·lotes del poble tenguessin una feina i guanyessin un sou.
Jerònima es casà amb Juan Oliver Sastre, i fou la primera dona de Montuïri que celebrava la cerimònia del casament vestida de blanc. Fou, en realitat, la pionera de Montuïri en moltes coses que, en els anys 20, eren una mostra de valentia; viatjar a Granada per estudiar (viatge que havia de fer custodiada per dos guàrdies civils, ja que una dona no podria viatjar en tren de nit i tota sola), entrar sola en un cafè...
Morí el 25 de novembre del 1985.